# ماسافومی مییاگی
ماسافومی مییاگی (انگلیسی: Masafumi Miyagi؛ زادهٔ ۱۹ ژانویهٔ ۱۹۹۱) بازیکن فوتبال اهل ژاپن است.